# Театр миниатюр
Театр миниатюр — это содружество артистов, предпочитающих виды малых форм искусства (монолог, куплет, скетч) и выбирающих для репертуара театра небольшие одноактные пьесы и театральные постановки комедийных и сатирических жанров, которым свойственны гротесковые и пародийные направления; а иногда в лирических формах, выраженных в миниатюре.
Театр миниатюр и интимный театр относятся к формам камерного театра.
Появившись одновременно с кинематографом, театры миниатюр завоевали огромную популярность. Только в Петербурге и Москве насчитывалось около двухсот пятидесяти таких театров, ежедневно дававших огромное количество представлений.

## Дореволюционный период
Прародителем миниатюрного театрального жанра в Санкт-Петербурге был «театр-кабаре», так называемый театр «клубного типа», наиболее известным из них был театр «Кривое зеркало», который в 1910 году располагался на набережной Екатерининского канала в доме № 90, с 1924 года в подвале дома № 13 на Итальянской улице, а с 1927 года в подвале дома № 12 на Караванной улице. Причём театр располагал постоянной труппой профессиональных актёров с универсальными исполнительскими способностями.
Создавал представления, приспособленные для камерного жанра «Театр миниатюр на Троицкой», в репертуаре которого драматические спектакли сочетались с танцевальным действием:
В новелле из «Декамерона» исполнялся вальс «Miserere», в «Разговорчивом соседе» использовался отрывок из оперы Верди «Дон Карлос». В репертуаре театра были спектакли по пьесам: «Флорентийская трагедия» О. Уайльда, миниатюрная оперетта «Нарядный флоридон» с танцами из египетской жизни «Что любят женщины», «Старый Петербург» Ю. Беляева — с пасторалью «Бастьен и Бастьена», сочиненной двенадцатилетним Моцартом.

«Какой-то карнавал искусств, художественных языков, в котором сближались не только далекие жанры, но и далекие стили. Здесь сошлись все эпохи и народы». В «Шехерезаде» явлен Древний Восток, в мексиканской оперетте «Никита» — Латинская Америка, действие балета-пантомимы «Одержимая принцесса» М. Кузмина происходило в Древнем Китае, а сценки «На небоскребе» — естественно, в современной Америке; в сюжетах по античным мифам изображались древнегреческие красавицы в туниках, хитонах и сандалиях. И даже киноленты, которые шли в антрактах, беспрерывно демонстрировали «мечети, минареты и гробницы халифов под сладкое пение „Ночь темна и волшебная светит луна“…».
В 1915—1917 годах был известен «Интимный театр Б. С. Неволина», который находился в доме № 41 на набережной Крюкова канала.
С 1911 года существовал «Мамонтовский театр миниатюр», в котором К. Я. Голейзовский поставил балетные спектакли: «Мотыльки», а музыку А. Скрябина, «Вакханалия» А. Глазунова, «Белое и чёрное» Ф.  Шопена, «Les Tableaux vivants» Ж. Гортрана (?), «Терана» К. Дебюсси
С 1920 года в доме № 13 на Итальянской улице располагалась «Вольная комедия» — театр памфлета и политической сатиры, использовавший средства арлекинады, лубка, пантомимы, оперетки, минидрамы, организованный мастерами Н. В. Петровым, Н. Н. Евреиновым и Ю. П. Анненковым в подвале бывшего Пти-Паласа, с 1921 года перебрался в «Павильон де Пари».

## Эпоха НЭПа
Эпоха НЭПа способствовала короткому всплеску театрально-коммерческой инициативы, породившей стиль развлекательного ночного кабаре, например, «Балаганчик», в 1921—1924 годах.
В Петрограде появились театры:
- 1922 — 1928 — частная антреприза «Свободного театра», Невском проспекте, 72.
- «Театр сатиры Д. Г. Гутмана», заложивший одно из оснований для Театра комедии и раннего Мюзик-холла.
- 1930 — 1933 — «Театр малых форм», унаследовавшего последний адрес и часть труппы «Кривого зеркала».
- 1937 — 1938 — «Театр миниатюр» под руководством И. О. Дунаевского и Д. Г. Гутмана на Итальянской улице, 13.

## Советский период
Первым советским таким театром можно считать витебский Теревсат («Театр революционной сатиры» , 1919).
В связи с ориентацией  Советской власти на крупные театрально-зрелищные формы, к тридцатым годам театры миниатюр практически исчезли и появились лишь в годы  Великой Отечественной войны как одна из форм агитации во фронтовых театрах.
В 1930-х годах борьба с сатирой обескровила искусство миниатюры, созданный в 1939 году «Театр эстрады и миниатюр» многие годы оставался единственным ленинградским профессиональным театром миниатюр.
Своеобразной разновидностью театра миниатюр были дуэты артистов Марии Владимировны Мироновой и Александра Семёновича Менакера, а также Карцева—Ильченко.
В определении «театра миниатюр», как здания (первое название театра) и самого жанрового направления среди лучших театров советских времён был Ленинградский государственный театр миниатюр под руководством Аркадия Исааковича Райкина.